# Dzieciobójstwo w Lublinie
Dzieciobójstwo w Lublinie – zabójstwa pięciorga noworodków przez ich matkę, Jolantę Kowalczyk (ur. 1965), dokonane w latach 1992-1998 w Lublinie i ujawnione w 2003 roku w podlubelskim Czerniejowie.

## Tło
Małżeństwo Kowalczyków – Jolanta i Andrzej – mieszkało w mieszkaniu w Lublinie w dzielnicy Czuby. Według Jolanty Kowalczyk, mąż bił ją od czasu urodzenia najmłodszej córki, ponieważ nie chciał więcej dzieci. Jednocześnie nie chciał rezygnować ze współżycia i na pytanie żony o to, co ma robić, gdy kolejny raz zajdzie w ciążę, miał stwierdzić, że ma je "wyrzucić na śmietnik, jak obierki".

## Przebieg zdarzeń
W latach 1992–1998 Jolanta Kowalczyk urodziła pięcioro dzieci: czterech chłopców i jedną dziewczynkę. Wszystkie z nich bezpośrednio po porodzie mordowała w podobny sposób: rodziła w wannie, nalewała wodę, aby zagłuszyć płacz i topiła dziecko, przytrzymując główkę pod wodą. Pozbywała się śladów poprzez spuszczenie łożyska w toalecie i owinięcie ciała dziecka w gazetę, a następnie chowając je w zamrażarce.
Po przeprowadzce rodziny z Lublina do Czerniejowa, ciała noworodków zostały umieszczone w plastikowych beczkach służących do kiszenia kapusty, które postawiono w piwnicy.

## Ujawnienie sprawy
20 sierpnia 2003 roku córki małżeństwa Kowalczyków podczas sprzątania posesji postanowiły wyrzucić zawartość jednej z beczek znajdujących się w piwnicy ze względu na odór, który się z nich wydobywał – jak sądziły, był to zapach kiszonej kapusty. Po wytoczeniu beczki z piwnicy na pole i otwarciu wieka zobaczyły worki z rozkładającymi się ciałami noworodków. Dzieci opowiedziały o tym ojcu, Andrzejowi Kowalczykowi, ten zaś zawiadomił policję.

## Dochodzenie
W czasie ujawnienia zawartości beczek, Jolanty Kowalczyk nie było w domu. Andrzej Kowalczyk zeznał, że żona zniknęła tydzień wcześniej i nie zgłaszał tego na policję, ponieważ takie sytuacje zdarzały się już wcześniej. Policja wszczęła poszukiwania Jolanty Kowalczyk.
Sekcja zwłok wykazała, że noworodki urodziły się żywe oraz wykluczyła ich pochodzenie z ciąży mnogiej. Wskazano, że śmierć nastąpiła w wyniku uduszenia.
W początkowym etapie śledztwa spośród kilkunastu hipotez dwie uznano jako najbardziej prawdopodobne. Pierwsza zakładała związek Jolanty Kowalczyk ze sprawą ze względu na jej zniknięcie. W drugiej przyjęto, że w okolicy prowadzona była nielegalna działalność akuszerska – rok wcześniej we wsi znaleziono ciało noworodka z licznymi obrażeniami. Druga hipoteza została jednak z czasem wykluczona po ustaleniu, że znaleziony wtedy noworodek nie jest spokrewniony z rodziną Kowalczyków Za Jolantą Kowalczyk wystawiono list gończy oraz wyznaczono nagrodę za wskazanie jej miejsca pobytu.
Andrzej Kowalczyk został aresztowany 20 września 2003 roku pod zarzutem udziału w zabójstwie dzieci. Jolanta Kowalczyk została zatrzymana na terenie Lublina w nocy z 21 na 22 września 2003 roku na podstawie informacji od człowieka, który rozpoznał ją na zdjęciu w prasie.

## Proces
Jolanta Kowalczyk przyznała się do dokonania pięciu zabójstw noworodków. Wskazywała, że podżegał ją do tego mąż. W pierwszym procesie została skazana na dożywocie. W drugim procesie karę zmieniono na 25 lat więzienia. Andrzej Kowalczyk w obu procesach został uniewinniony od zarzutów podżegania do zabójstw. Wyroki wywołały sprzeciw organizacji kobiecych, zaś sam wyrok został uchylony przez sąd apelacyjny. Prawomocny wyrok zapadł 12 lutego 2010 roku. Skazano w nim Jolantę Kowalczyk na 25 lat więzienia. Andrzej Kowalczyk został skazany na 8 lat więzienia – udowodniono mu podżeganie do zabójstwa jedynie pierwszego noworodka.

## Nawiązania
Do sprawy nawiązuje artykuł "Okna życia jako instytucje wspierające dziecko i rodzinę – zalety i kontrowersje" w czasopiśmie "Pedagogika rodziny" (2014, tom 4, numer 3).
O sprawie dzieciobójstwa z Lublina ("dzieci w beczkach") mówi odcinek serialu dokumentalnego Polskie zabójczynie na kanale Crime+Investigation Polsat (sezon 2, odcinek 5).
W jednym z odcinków serialu Pitbull pojawia się sprawa luźno nawiązująca do dzieciobójstwa z Lublina (ciała w beczkach i w zamrażarce zostają znalezione przez policjantów).
Motyw ciał dzieci zamordowanych przez ich matkę i ukrytych w plastikowych beczkach po kapuście pojawił się też w sprawie dzieciobójstwa w Łodzi ujawnionego 26 kwietnia 2003 roku.